# Ennada rosea
Ennada rosea är en fjärilsart som beskrevs av Butler 1882. Ennada rosea ingår i släktet Ennada och familjen mätare. Inga underarter finns listade i Catalogue of Life.